# Дік Стоктон (тенісист)
Дік Стоктон (англ. Dick Stockton; нар. 18 лютого 1951) — колишній американський тенісист.
Найвищу одиночну позицію світового рейтингу — 8 місце досяг 31 жовтня, 1977, парну — 13 місце — 30 серпня, 1977 року.
Здобув 8 одиночних та 16 парних титулів.
Найвищим досягненням на турнірах Великого шолома були перемоги в змішаному парному розряді.
Завершив кар'єру 1986 року.

## Фінали за кар'єру

### Одиночний розряд: 18 (8–10)
| Результат | W-L  | Рік  | Турнір                          | Покриття | Суперник        | Рахунок                 |
| --------- | ---- | ---- | ------------------------------- | -------- | --------------- | ----------------------- |
| Поразка   | 0–1  | 1971 | Меріон, США                     | Тверде   | Кларк Гребнер   | 2–6, 4–6, 7–6, 5–7      |
| Поразка   | 0–2  | 1973 | Miami WCT, США                  | Тверде   | Род Лейвер      | 6–7, 3–6, 5–7           |
| Перемога  | 1–2  | 1974 | Atlanta WCT, США                | Ґрунт    | Їржі Гржебець   | 6–2, 6–1                |
| Поразка   | 1–3  | 1974 | Шарлотт, США                    | Ґрунт    | Джефф Боров'як  | 4–6, 7–5, 6–7           |
| Перемога  | 2–3  | 1974 | Мельбурн, Австралія             | Трава    | Джефф Мастерз   | 6–2, 6–3, 6–2           |
| Поразка   | 2–4  | 1975 | Fort Worth WCT, США             | Тверде   | Джон Александер | 6–7, 6–4, 3–6           |
| Перемога  | 3–4  | 1975 | Сан-Антоніо, США                | Тверде   | Стен Сміт       | 7–5, 2–6, 7–6           |
| Поразка   | 3–5  | 1975 | Washington Indoor WCT, США      | Килим    | Марк Кокс       | 2–6, 6–7                |
| Перемога  | 4–5  | 1976 | Lagos WCT, Нігерія              | Ґрунт    | Артур Еш        | 6–3, 6–2                |
| Поразка   | 4–6  | 1976 | Sydney International, Австралія | Трава    | Тоні Роч        | 3–6, 6–3, 3–6, 4–6      |
| Перемога  | 5–6  | 1977 | Philadelphia WCT, США           | Килим    | Джиммі Коннорс  | 3–6, 6–4, 3–6, 6–1, 6–2 |
| Перемога  | 6–6  | 1977 | Toronto Indoor WCT, Канада      | Килим    | Джиммі Коннорс  | 5–6, RET.               |
| Перемога  | 7–6  | 1977 | Роттердам, Нідерланди           | Килим    | Іліє Настасе    | 2–6, 6–3, 6–3           |
| Поразка   | 7–7  | 1977 | Даллас, США – WCT Finals        | Килим    | Джиммі Коннорс  | 7–6, 1–6, 4–6, 3–6      |
| Поразка   | 7–8  | 1978 | Birmingham WCT, США             | Килим    | Б'єрн Борг      | 6–7, 5–7                |
| Перемога  | 8–8  | 1978 | Літл-Рок, США                   | Килим    | Генк Пфістер    | 6–4, 3–5, RET.          |
| Поразка   | 8–9  | 1978 | Сан-Франциско, США              | Килим    | Джон Макінрой   | 6–2, 6–7, 2–6           |
| Поразка   | 8–10 | 1981 | Саут-Орандж, США                | Ґрунт    | Шломо Глікштейн | 3–6, 7–5, 4–6           |

### Парний розряд: 31 (16–15)
| Результат | Ранг | Рік  | Турнір                      | Покриття   | Партнер          | Суперники                        | Рахунок            |
| --------- | ---- | ---- | --------------------------- | ---------- | ---------------- | -------------------------------- | ------------------ |
| Поразка   | 1.   | 1971 | Меріон, США                 | Тверде     | Чак Маккінлі     | Кларк Гребнер Джим Осборн        | 6–7, 3–6           |
| Поразка   | 2.   | 1972 | Колумбус, США               | Тверде     | Чак Маккінлі     | Джиммі Коннорс Панчо Гонсалес    | 3–6, 5–7           |
| Перемога  | 1.   | 1973 | Philadelphia WCT, США       | Килим      | Браян Готтфрід   | Рой Емерсон Род Лейвер           | 4–6, 6–3, 6–4      |
| Перемога  | 2.   | 1973 | Лас-Вегас, США              | Тверде     | Браян Готтфрід   | Кен Роузволл Фред Столл          | 6–7, 6–4, 6–4      |
| Перемога  | 3.   | 1973 | Форт-Верт, США              | Тверде     | Браян Готтфрід   | Овен Девідсон Джон Ньюкомб       | 7–6, 6–4           |
| Поразка   | 3.   | 1974 | Atlanta WCT, США            | Ґрунт      | Браян Готтфрід   | Роберт Лутц Стен Сміт            | 3–6, 6–3, 6–7      |
| Поразка   | 4.   | 1974 | Орландо, США                | Ґрунт      | Браян Готтфрід   | Овен Девідсон Джон Ньюкомб       | 6–7, 3–6           |
| Перемога  | 4.   | 1974 | Мауї, США                   | Тверде     | Роско Теннер     | Овен Девідсон Джон Ньюкомб       | 6–3, 7–6           |
| Поразка   | 5.   | 1975 | Philadelphia WCT, США       | Килим      | Ерік ван Діллен  | Браян Готтфрід Рауль Рамірес     | 6–3, 3–6, 6–7      |
| Перемога  | 5.   | 1975 | Toronto Indoor WCT, Канада  | Килим      | Ерік ван Діллен  | Ананд Амрітрадж Віджай Амрітрадж | 6–4, 7–5, 6–1      |
| Перемога  | 6.   | 1975 | Мемфіс, США                 | Килим      | Ерік ван Діллен  | Марк Кокс Кліфф Дрісдейл         | 1–6, 7–5, 6–4      |
| Перемога  | 7.   | 1976 | Сан-Франциско, США          | Килим      | Роско Теннер     | Браян Готтфрід Боб Г'юїтт        | 6–3, 6–4           |
| Поразка   | 6.   | 1976 | Мауї, США                   | Тверде     | Роско Теннер     | Реймонд Мур Аллан Стоун          | 7–6, 3–6, 4–6      |
| Перемога  | 8.   | 1976 | Перт, Австралія             | Тверде     | Роско Теннер     | Боб Кармайкл Ісмаїл Ель-Шафей    | 6–7, 6–1, 6–2      |
| Перемога  | 9.   | 1977 | Аделаїда, Австралія         | Трава      | Кліфф Летчер     | Сід Болл Кім Ворвік              | 6–3, 4–6, 6–4      |
| Поразка   | 7.   | 1977 | St. Louis WCT, США          | Килим      | Віджай Амрітрадж | Іліє Настасе Адріано Панатта     | 4–6, 6–3, 6–7      |
| Поразка   | 8.   | 1977 | Роттердам, Нідерланди       | Килим      | Віджай Амрітрадж | Войцех Фібак Том Оккер           | 4–6, 4–6           |
| Перемога  | 10.  | 1977 | Masters Doubles, Нью-Йорк   | Килим      | Віджай Амрітрадж | Вітас Ґерулайтіс Адріано Панатта | 7–6, 7–6, 4–6, 6–3 |
| Перемога  | 11.  | 1977 | Сан-Франциско, США          | Килим      | Марті Ріссен     | Фред Макнеер Шервуд Стюарт       | 6–4, 1–6, 6–4      |
| Поразка   | 9.   | 1978 | Birmingham WCT, США         | Килим      | Фрю Макміллан    | Вітас Ґерулайтіс Сенді Меєр      | 6–3, 1–6, 6–7      |
| Перемога  | 12.  | 1978 | Новий Орлеан, США           | Килим      | Ерік ван Діллен  | Ісмаїл Ель-Шафей Браян Феерлі    | 7–6, 6–3           |
| Перемога  | 13.  | 1978 | Клівленд, США               | Тверде     | Ерік ван Діллен  | Рік Фішер Брюс Менсон            | 6–1, 6–4           |
| Перемога  | 14.  | 1979 | Бірмінгем, США              | Килим      | Стен Сміт        | Іліє Настасе Том Оккер           | 6–2, 6–3           |
| Поразка   | 10.  | 1979 | Мемфіс, США                 | Килим      | Фрю Макміллан    | Войцех Фібак Том Оккер           | 4–6, 4–6           |
| Перемога  | 15.  | 1980 | Талса, США                  | Тверде (i) | Роберт Лутц      | Франсіско Гонсалес Вен Вінітскі  | 2–6, 7–6, 6–2      |
| Поразка   | 11.  | 1980 | Бангкок, Таїланд            | Килим      | Том Оккер        | Ферді Тейган Браян Тічер         | 6–7, 6–7           |
| Поразка   | 12.  | 1981 | Денвер, США                 | Килим      | Мел Перселл      | Ендрю Паттісон Балч Волтс        | 3–6, 4–6           |
| Поразка   | 13.  | 1982 | Indian Wells Open, США      | Тверде     | Джон Ллойд       | Браян Готтфрід Рауль Рамірес     | 4–6, 6–3, 2–6      |
| Поразка   | 14.  | 1982 | Forest Hills WCT, США       | Ґрунт      | Ерік ван Діллен  | Трейсі Ділатт Йохан Крік         | 4–6, 6–3, 3–6      |
| Перемога  | 16.  | 1982 | Гартфорд (Коннектикут), США | Килим      | Роберт Луц       | Майк Кейгілл Трейсі Ділатт       | 7–6, 6–3           |
| Поразка   | 15.  | 1983 | Саут-Орандж, США            | Ґрунт      | Джон Ллойд       | Фріц Бунінг Том Кейн             | 2–6, 5–7           |

## Нотатки
1. ↑  Турнір перервали на стадії півфіналу через спробу державного перевороту в Нігерії, а відбувся фінал 2 квітня під час турніру Caracas WCT[1].